# Canavalia matudae
Canavalia matudae är en ärtväxtart som beskrevs av J.D.Sauer. Canavalia matudae ingår i släktet Canavalia och familjen ärtväxter. Inga underarter finns listade i Catalogue of Life.